# Alexandra Dahlström

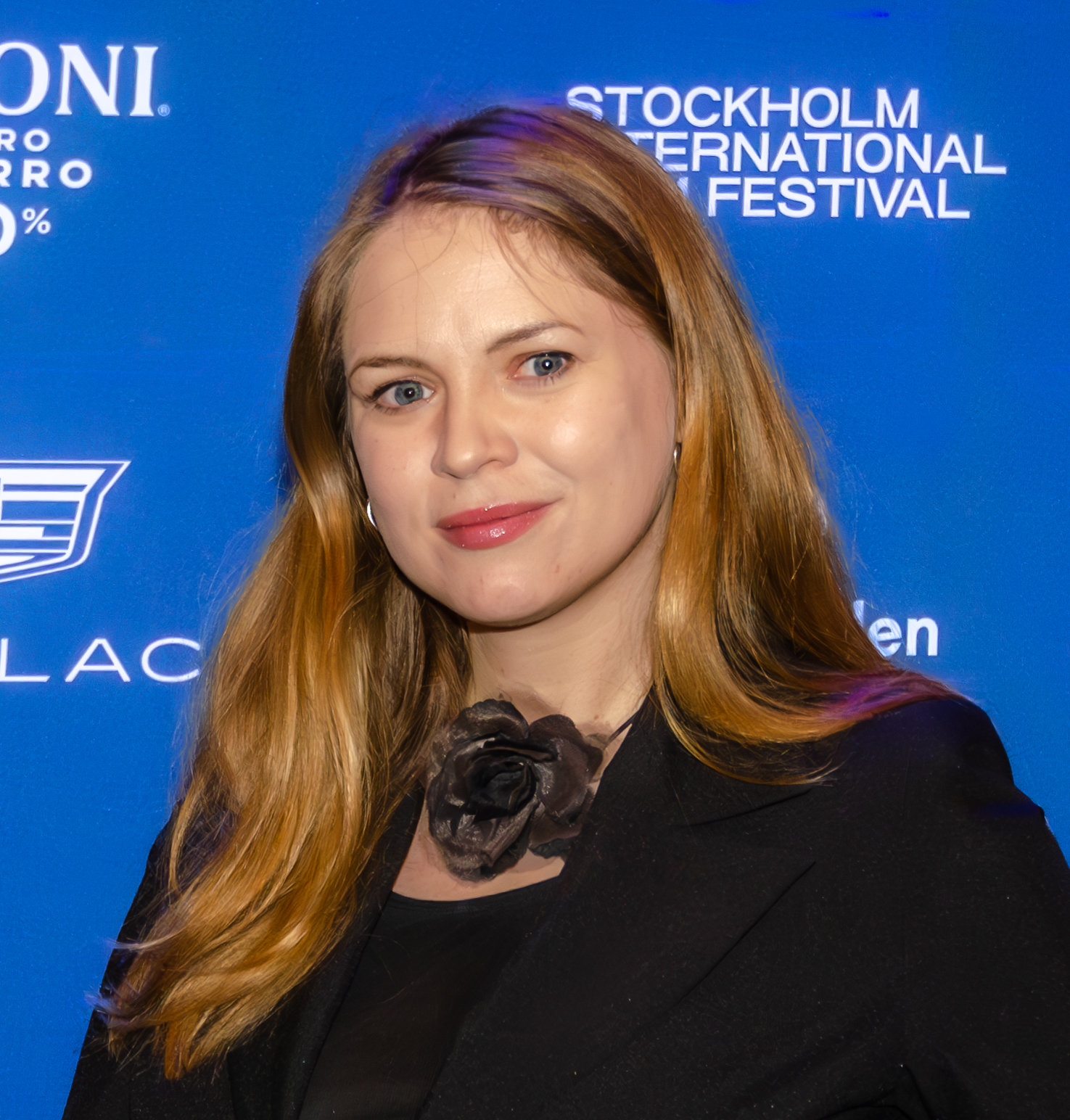
Alexandra Dahlström (2023)

Lena Marina Alexandra Dahlström (* 12. Februar 1984 in Gävle) ist eine schwedische Schauspielerin.
Sie wurde als Tochter einer Russin und eines Schweden in Gävle geboren und wuchs in Stockholm auf. Sie spricht beide Sprachen fließend.
Dahlström wurde international 1998 als Elin in Raus aus Åmål bekannt. Dafür gewann sie den schwedischen Filmpreis Guldbagge für die beste Hauptdarstellerin, gemeinsam mit ihrer Filmkollegin Rebecka Liljeberg.
2002 war Dahlström Regieassistentin an der Seite von Fucking-Åmål-Regisseur Lukas Moodysson für seinen Film Lilja 4-ever.
2004 spielte Dahlström die Hauptrolle im Film Miss Schweden, für die sie sehr gute Kritiken bekam. 2007 und 2008 war sie kurzzeitig in der Rolle einer Austauschstudentin in der niederländischen Dailysoap Goede tijden, slechte tijden (Gute Zeiten, Schlechte Zeiten) zu sehen. Im Herbst 2004 arbeitete sie in der Late-Night-Show Late Night with Luuk.

## Filmografie (Auswahl)
- 1997: Ich hätte Nein sagen können (Sanning eller konsekvens)
- 1998: St. Mikael (Fernsehserie)
- 1998: Raus aus Åmål
- 1999: Kranes konditori (Theaterstück)
- 1999: Tomten är far till alla barnen
- 2001: En vacker värld (Theaterstück)
- 2001: La Carpe (Kurzfilm)
- 2004: Fröken Sverige
- 2007: Goede tijden, slechte tijden (Fernsehserie)
- 2008: Mañana
- 2010: Spindelgången
- 2012: She's Staging It
- 2012: Rum 1112
- 2012: Player
- 2012: Blondie
- 2013: Ömheten
- 2014: All We Have Is Now
- 2014: Antingen-eller
- 2016: Love Revisited
- 2018: Banana Pancake Trail

## Auszeichnungen
- 2005: Undine Award, Beste Jungdarstellerin aus nordischen Ländern